# ماتيوس غاليانو هيرش
ماتيوس غاليانو هيرش (بالعبرية: גל הירש‏) هو ضابط إسرائيلي، ولد في 1964 في عراد في إسرائيل.